# 116 př. n. l.

## Narození
- Marcus Terentius Varro Reatinus, římský polyhistor, spisovatel a politik († 27 př. n. l.)

## Hlavy států
- Parthská říše – Mithradatés II. (124/123 – 88/87 př. n. l.)
- Egypt – Ptolemaios VIII. Euergetés II. (144 – 116 př. n. l.) » Ptolemaios IX. Sótér II. (116 – 110, 109 – 107, 88 – 81 př. n. l.)
- Čína – Wu-ti (dynastie Západní Chan)